# Persone di nome Maurice
| Questa pagina contiene informazioni ricavate automaticamente dalle voci biografiche con l'ausilio del template Bio e di un bot. L'aggiornamento è periodico e automatico e ricostruisce completamente la pagina. Se manca una persona in questa lista, sei pregato di non aggiungerla, ma accertati piuttosto che la sua voce biografica contenga il template Bio e che i dati anagrafici siano correttamente compilati. Se il template Bio manca, inseriscilo tu stesso o, in alternativa, metti l'avviso {{tmp\|Bio}} che ne segnala la mancanza. Se i dati riportati sono sbagliati, correggi direttamente la voce biografica; le modifiche saranno visibili in questa lista entro pochi giorni. Per chiarimenti vedi il progetto antroponimi. La lista contiene solo le 412 persone che sono citate nell'enciclopedia e per le quali è stato implementato correttamente il template Bio. Pagina aggiornata al 22 lug 2025. |

Questa è una lista di persone presenti nell'enciclopedia che hanno il nome Maurice, suddivise per attività principale.

## Allenatori di calcio(8)
- Maurice Cottenet, allenatore di calcio e calciatore francese (Parigi, n. 1895 - Cannes, † 1972)
- Maurice Evans, allenatore di calcio e calciatore inglese (Didcot, n. 1936 - Reading, † 2000)
- Mo Johnston, allenatore di calcio e ex calciatore scozzese (Glasgow, n. 1963)
- Maurice Lafont, allenatore di calcio e calciatore francese (Villeneuve-Saint-Georges, n. 1927 - Nîmes, † 2005)
- Maurice Malpas, allenatore di calcio e ex calciatore scozzese (Dunfermline, n. 1962)
- Maurice Ross, allenatore di calcio e ex calciatore scozzese (Dundee, n. 1981)
- Maurice Steijn, allenatore di calcio e ex calciatore olandese (L'Aia, n. 1973)
- Matt Woods, allenatore di calcio e calciatore inglese (Skelmersdale, n. 1931 - Stockport, † 2014)

## Allenatori di pallacanestro(1)
- Mo Williams, allenatore di pallacanestro e ex cestista statunitense (Jackson, n. 1982)

## Alpinisti(1)
- Maurice Herzog, alpinista e politico francese (Lione, n. 1919 - Neuilly-sur-Seine, † 2012)

## Altisti(1)
- Maurice Fournier, altista francese (Lassigny, n. 1933 - Creil, † 2024)

## Ammiragli(2)
- Maurice Swynfen Fitzmaurice, ammiraglio britannico (n. 1870 - † 1927)
- Maurice Athanase Le Luc, ammiraglio francese (Lorient, n. 1885 - Parigi, † 1964)

## Antropologi(2)
- Maurice Bloch, antropologo francese (Caen, n. 1939)
- Maurice Godelier, antropologo francese (Cambrai, n. 1934)

## Arbitri di calcio(1)
- Maurice Guigue, arbitro di calcio e calciatore francese (Arles, n. 1912 - Marsiglia, † 2011)

## Architetti(3)
- Maurice Glaize, architetto e archeologo francese (Parigi, n. 1886 - La Rochelle, † 1964)
- Maurice Novarina, architetto francese (Thonon-les-Bains, n. 1907 - Thonon-les-Bains, † 2002)
- Maurice Tranchant de Lunel, architetto e scrittore francese (La Ferté-sous-Jouarre, n. 1869 - La Seyne-sur-Mer, † 1944)

## Arcivescovi cattolici(4)
- Maurice Couture, arcivescovo cattolico canadese (Saint-Pierre-de-Broughton, n. 1926 - Québec, † 2018)
- Maurice Noël Léon Couve de Murville, arcivescovo cattolico francese (Saint-Germain-en-Laye, n. 1929 - Littlehampton, † 2007)
- Gregorio VIII, arcivescovo cattolico francese (Limosino - Cava de' Tirreni, † 1137)
- Maurice Muhatia Makumba, arcivescovo cattolico keniota (Lirhanda, n. 1968)

## Artisti(1)
- Martin van Maële, artista e illustratore francese (Boulogne-sur-Seine, n. 1863 - Varennes-Jarcy, † 1926)

## Astronomi(2)
- Maurice Darney, astronomo francese (Parigi, n. 1882 - Montreuil-aux-Lions, † 1958)
- Maurice Loewy, astronomo francese (Mariánské Lázně, n. 1833 - † 1907)

## Attori(27)
- Maurice Barrier, attore francese (Malicorne-sur-Sarthe, n. 1932 - Montbard, † 2020)
- Maurice Benard, attore statunitense (San Francisco, n. 1963)
- Maurice Biraud, attore e conduttore radiofonico francese (Parigi, n. 1922 - Boulogne-Billancourt, † 1982)
- Maurice Chevalier, attore e cantante francese (Parigi, n. 1888 - Parigi, † 1972)
- Maurice Colbourne, attore britannico (Sheffield, n. 1939 - Dinan, † 1989)
- Maurice Compte, attore statunitense (New Orleans, n. 1972)
- Maurice Costello, attore e regista statunitense (Pittsburgh, n. 1877 - Hollywood, † 1950)
- Maurice Denham, attore britannico (Bexhill-on-Sea, n. 1909 - Denville Hall, † 2002)
- Maurice Dorléac, attore francese (Parigi, n. 1901 - Parigi, † 1979)
- Maurice Escande, attore e regista francese (Parigi, n. 1892 - Parigi, † 1973)
- Maurice Evans, attore britannico (Dorchester, n. 1901 - Rottingdean, † 1989)
- Maurice Bennett Flynn, attore statunitense (Greenwich, n. 1892 - Camden, † 1959)
- Maurice de Féraudy, attore, commediografo e regista francese (Joinville-le-Pont, n. 1859 - Parigi, † 1932)
- Maurice Garrel, attore francese (Saint-Gervais, n. 1923 - Parigi, † 2011)
- Maurice Gosfield, attore e doppiatore statunitense (n. 1913 - Saranac Lake, † 1964)
- Maurice Hines, attore, ballerino e coreografo statunitense (New York, n. 1943 - Englewood, † 2023)
- Maurice Lehmann, attore e impresario teatrale francese (Parigi, n. 1895 - Parigi, † 1974)
- Maurice Manson, attore canadese (Toronto, n. 1913 - Los Angeles, † 2002)
- Maurice Mariaud, attore, regista e scrittore francese (Marsiglia, n. 1875 - Parigi, † 1958)
- Maurice Moscovitch, attore statunitense (Odessa, n. 1871 - Los Angeles, † 1940)
- Maurice Poli, attore francese (Zarzis, n. 1933 - Roma, † 2020)
- Maurice Ronet, attore e regista francese (Nizza, n. 1927 - Parigi, † 1983)
- Maurice Schutz, attore francese (Parigi, n. 1866 - Clichy, † 1955)
- James Stacy, attore statunitense (Los Angeles, n. 1936 - Ventura, † 2016)
- Maurice Teynac, attore francese (Parigi, n. 1915 - Parigi, † 1992)
- Maurice Vinot, attore francese (Parigi, n. 1888 - Pontlevoy, † 1916)
- Maurice Dean Wint, attore canadese (Leicestershire, n. 1964)

## Avvocati(1)
- Maurice Podoloff, avvocato e dirigente sportivo statunitense (Elisavetgrad, n. 1890 - New Haven, † 1985)

## Biologi(1)
- Maurice Caullery, biologo francese (Bergues, n. 1868 - Parigi, † 1958)

## Calciatori(42)
- Maurice Banach, calciatore tedesco (Münster, n. 1967 - † 1991)
- Maurice Banide, calciatore francese (Montpellier, n. 1905 - Montmorency, † 1995)
- Maurice Beaudier, calciatore francese (Avallon, n. 1897 - Parigi, † 1932)
- Maurice Bigué, calciatore francese (n. 1886 - † 1972)
- Maurice Brunner, ex calciatore svizzero (Männedorf, n. 1991)
- Maurice Cawa, ex calciatore francese (n. 1974)
- Maurice Depaepe, calciatore francese (Tourcoing, n. 1899 - Tourcoing, † 1976)
- Maurice Deville, calciatore lussemburghese (Sulingen, n. 1992)
- Maurice Dupuis, calciatore francese (Franconville, n. 1914 - † 1977)
- Maurice Edelston, calciatore inglese (Wimbledon, n. 1918 - Reading, † 1976)
- Maurice Edu, ex calciatore statunitense (Fontana, n. 1986)
- Maurice Exslager, ex calciatore tedesco (Bocholt, n. 1991)
- Maurice Gallay, calciatore francese (Ginevra, n. 1902 - † 1982)
- Maurice Gastiger, calciatore francese (Cernay, n. 1896 - Rennes, † 1966)
- Maurice Gillis, calciatore belga (Liegi, n. 1897 - Liegi, † 1980)
- Maurice Gomis, calciatore italiano (Cuneo, n. 1997)
- Maurice Gourdon, calciatore francese
- Maurice Gravelines, calciatore francese (Lilla, n. 1891 - Lilla, † 1973)
- Maurice Guichard, calciatore francese (n. 1884 - † 1915)
- Maurice Henneberg, calciatore svizzero (Ginevra, n. 1886 - Ginevra, † 1964)
- Maurice Hirsch, ex calciatore tedesco (Mannheim, n. 1993)
- Maurice Leroux, calciatore francese
- Maurice Macaire, calciatore francese (Parigi, n. 1881)
- Maurice Malone, calciatore tedesco (Augusta, n. 2000)
- Maurice Martens, ex calciatore belga (Aalst, n. 1947)
- Maurice Mathieu, calciatore francese (n. 1890 - † 1981)
- Maurice Mercery, calciatore francese (Parigi, n. 1902 - Pessac, † 1991)
- Maurice Meunier, calciatore francese (Parigi, n. 1890 - † 1971)
- Maurice Meyer, calciatore francese (Parigi, n. 1892 - Draveil, † 1971)
- Maurice Multhaup, calciatore tedesco (Bottrop, n. 1996)
- Maurice Neubauer, calciatore tedesco (Recklinghausen, n. 1996)
- Maurice Norman, calciatore inglese (Mulbarton, n. 1934 - † 2022)
- Maurice Ntounou, ex calciatore della Repubblica del Congo (Brazzaville, n. 1972)
- Maurice Olivier, calciatore francese (Duclair, n. 1887 - Blangy-sur-Bresle, † 1978)
- Maurice Owen, calciatore inglese (n. 1924 - † 2000)
- Maurice Setters, calciatore e allenatore di calcio inglese (Honiton, n. 1936 - Doncaster, † 2020)
- Maurice Sunguti, ex calciatore keniota (n. 1977)
- Maurice Thédié, calciatore francese (n. 1896 - † 1944)
- Maurice Tillette, calciatore francese (Boulogne-sur-Mer, n. 1884 - Boulogne-sur-Mer, † 1973)
- Max Tobias, calciatore belga (Etterbeek, n. 1885)
- Maurice Vandendriessche, calciatore francese (Lilla, n. 1887 - Melbourne, † 1959)
- Maurice Walsh, calciatore maltese (Senglea, n. 1930 - † 2022)

## Canottieri(2)
- Maurice Hemelsoet, canottiere belga (Gand, n. 1875 - Gand, † 1943)
- Maurice Monney-Bouton, canottiere francese (Parigi, n. 1892 - Clichy, † 1965)

## Cantanti(2)
- Maurice El Mediouni, cantante e pianista algerino (Orano, n. 1928 - Herzliya, † 2024)
- Maurice Gibb, cantante, compositore e arrangiatore britannico (Douglas, n. 1949 - Miami Beach, † 2003)

## Cantautori(2)
- Ryan Toby, cantautore e produttore discografico statunitense (Willingboro, n. 1978)
- Maurice White, cantautore, musicista e produttore discografico statunitense (Memphis, n. 1941 - Los Angeles, † 2016)

## Cardinali(4)
- Maurice Feltin, cardinale e arcivescovo cattolico francese (Delle, n. 1883 - Thiais, † 1975)
- Maurice Michael Otunga, cardinale e arcivescovo cattolico keniota (Chebukwa, n. 1923 - Nairobi, † 2003)
- Maurice Piat, cardinale e vescovo cattolico mauriziano (Moka, n. 1941)
- Maurice Roy, cardinale e arcivescovo cattolico canadese (Québec, n. 1905 - Québec, † 1985)

## Cavalieri(3)
- Maurice Buret, cavaliere francese (Sèvres, n. 1909 - Septeuil, † 2003)
- Maurice Jéhin, cavaliere francese (Spa, n. 1878)
- Maurice Van Ranst, cavaliere belga

## Cestisti(37)
- Maurice Acker, ex cestista statunitense (Hazel Crest, n. 1987)
- Maurice Ager, ex cestista statunitense (Detroit, n. 1984)
- Maurice Bailey, ex cestista statunitense (Bronx, n. 1981)
- Maurice Baker, ex cestista e allenatore di pallacanestro statunitense (Granite City, n. 1979)
- Maurice Beyina, ex cestista e allenatore di pallacanestro francese (Saint-Denis, n. 1971)
- Maurice Boulois, ex cestista francese (n. 1940)
- Maurice Buffière, cestista e allenatore di pallacanestro francese (Oullins, n. 1934 - Lione, † 2021)
- Maurice Calloo, cestista canadese (Toronto, n. 1999)
- Maurice Carter, ex cestista statunitense (Jackson, n. 1976)
- Maurice Chavagne, cestista belga (Bruxelles, † 1961)
- Maurice Cheeks, ex cestista e allenatore di pallacanestro statunitense (Chicago, n. 1956)
- Maurice Chollet, cestista svizzero (Losanna, n. 1927 - Losanna, † 2017)
- Mardy Collins, ex cestista statunitense (Filadelfia, n. 1984)
- Maurice Creek, cestista statunitense (Oxon Hill, n. 1990)
- Maurice Desaymonet, cestista francese (Parigi, n. 1921 - Antony, † 2015)
- Bo Ellis, ex cestista e allenatore di pallacanestro statunitense (Chicago, n. 1954)
- Maurice Evans, ex cestista statunitense (Wichita, n. 1978)
- Maurice Girardot, cestista francese (Parigi, n. 1921 - La Verrière, † 2020)
- Moe Harkless, cestista statunitense (New York, n. 1993)
- Mo Howard, ex cestista statunitense (Filadelfia, n. 1954)
- Maurice Jeffers, ex cestista statunitense (Morrilton, n. 1979)
- Maurice Kemp, cestista statunitense (Miami, n. 1991)
- Maurice King, cestista statunitense (Kansas City, n. 1935 - Kansas City, † 2007)
- Maurice Lewis-Briggs, ex cestista statunitense (Norristown, n. 1990)
- Maurice Lucas, cestista e allenatore di pallacanestro statunitense (Pittsburgh, n. 1952 - Portland, † 2010)
- Maurice Marcelot, cestista francese (Bondy, n. 1929 - Roanne, † 1999)
- Maurice Martin, ex cestista statunitense (Liberty, n. 1964)
- Maurice McHartley, ex cestista statunitense (Detroit, n. 1942)
- Maurice Ndour, cestista senegalese (Sindia, n. 1992)
- Maurice Pluskota, cestista tedesco (Bremerhaven, n. 1992)
- Maurice Stokes, cestista statunitense (Pittsburgh, n. 1933 - Cincinnati, † 1970)
- Maurice Stuckey, cestista tedesco (Augusta, n. 1990)
- Maurice Sutton, cestista statunitense (Largo, n. 1989)
- Maurice Taylor, ex cestista statunitense (Detroit, n. 1976)
- Maurice Watson, cestista statunitense (Filadelfia, n. 1993)
- Maurice Whitfield, ex cestista statunitense (Filadelfia, n. 1973)
- Babe Ziegenhorn, cestista statunitense (Chicago, n. 1918 - Sheboygan, † 1970)

## Ciclisti su strada(17)
- Maurice Archambaud, ciclista su strada e pistard francese (Parigi, n. 1906 - Le Raincy, † 1955)
- Maurice Ballerstedt, ciclista su strada tedesco (Berlino, n. 2001)
- Maurice Bardonneau, ciclista su strada e pistard francese (Saint-Maurice, n. 1885 - Issy-les-Moulineaux, † 1958)
- Maurice Blomme, ciclista su strada e pistard belga (Oostnieuwkerke, n. 1926 - Roeselare, † 1980)
- Maurice Brocco, ciclista su strada e pistard francese (Fismes, n. 1885 - Mûrs-Erigné, † 1965)
- Maurice De Muer, ciclista su strada francese (Potigny, n. 1921 - Montauroux, † 2012)
- Maurice Dewaele, ciclista su strada, ciclocrossista e pistard belga (Lovendegem, n. 1896 - Maldegem, † 1952)
- Maurice Diot, ciclista su strada francese (Parigi, n. 1922 - Migennes, † 1972)
- Maurice Izier, ex ciclista su strada francese (Crest, n. 1944)
- Maurice Le Guilloux, ex ciclista su strada francese (Plédran, n. 1950)
- Maurice Leturgie, ciclista su strada e pistard francese (Lilla, n. 1886 - Tourcoing, † 1959)
- Maurice Mollin, ciclista su strada belga (Anversa, n. 1924 - Deurne, † 2003)
- Maurice Morin, ciclista su strada francese (n. 1942)
- Maurice Moucheraud, ciclista su strada francese (Potangis, n. 1933 - Aix-les-Bains, † 2020)
- Maurice Raes, ciclista su strada e ciclocrossista belga (Heusden, n. 1907 - Gentbrugge, † 1992)
- Maurice Vandenberghe, ciclista su strada belga
- Maurice Ville, ciclista su strada francese (Saint-Denis, n. 1900 - Perpignan, † 1982)

## Compositori(4)
- Maurice Delage, compositore e pianista francese (Parigi, n. 1879 - Parigi, † 1961)
- Maurice Duruflé, compositore e organista francese (Louviers, n. 1902 - Louveciennes, † 1986)
- Maurice Emmanuel, compositore francese (Bar-sur-Aube, n. 1862 - Parigi, † 1938)
- Maurice Greene, compositore e organista inglese (Londra, n. 1696 - Londra, † 1755)

## Danzatori(1)
- Maurice Béjart, danzatore e coreografo francese (Marsiglia, n. 1927 - Losanna, † 2007)

## Diplomatici(2)
- Maurice de Bunsen, diplomatico inglese (n. 1852 - † 1932)
- Maurice Paléologue, diplomatico, storico e scrittore francese (Parigi, n. 1859 - Parigi, † 1944)

## Direttori d'orchestra(1)
- Maurice Le Roux, direttore d'orchestra, compositore e musicologo francese (Parigi, n. 1923 - Avignone, † 1992)

## Direttori della fotografia(1)
- Maurice Barry, direttore della fotografia e sceneggiatore francese (Parigi, n. 1910 - Parigi, † 1984)

## Dirigenti d'azienda(1)
- Maurice Lévy, manager francese (Oujda, n. 1942)

## Dirigenti sportivi(1)
- Uri Coronel, dirigente sportivo olandese (Amsterdam, n. 1946 - Amsterdam, † 2016)

## Disegnatori(1)
- Maurice Noble, disegnatore e regista statunitense (Oklahoma City, n. 1910 - Los Angeles, † 2001)

## Doppiatori(1)
- Maurice LaMarche, doppiatore canadese (Toronto, n. 1958)

## Drammaturghi(4)
- Maurice Desvallières, commediografo francese (Parigi, n. 1857 - Parigi, † 1926)
- Maurice Ordonneau, drammaturgo e compositore francese (Saintes, n. 1854 - Parigi, † 1916)
- Maurice Ourry, drammaturgo, poeta e giornalista francese (Bruyères-le-Châtel, n. 1776 - Parigi, † 1843)
- Maurice Vaucaire, drammaturgo e romanziere francese (Versailles, n. 1863 - Neuilly-sur-Seine, † 1918)

## Economisti(1)
- Maurice Dobb, economista inglese (Londra, n. 1900 - † 1976)

## Entomologi(2)
- Maurice Maindron, entomologo francese (Parigi, n. 1857 - † 1911)
- Maurice Auguste Régimbart, entomologo francese (Évreux, n. 1852 - Évreux, † 1907)

## Filatelisti(1)
- Maurice Burrus, filatelista e politico francese (Dambach-la-Ville, n. 1882 - Ginevra, † 1959)

## Filosofi(4)
- Maurice Blondel, filosofo francese (Digione, n. 1861 - Aix-en-Provence, † 1949)
- Maurice Cornforth, filosofo britannico (Willesden, n. 1909 - Islington, † 1980)
- Maurice Halbwachs, filosofo e sociologo francese (Reims, n. 1877 - Buchenwald, † 1945)
- Maurice Merleau-Ponty, filosofo francese (Rochefort-sur-Mer, n. 1908 - Parigi, † 1961)

## Fisici(4)
- Maurice Allais, fisico e economista francese (Parigi, n. 1911 - Saint-Cloud, † 2010)
- Maurice Couette, fisico francese (Tours, n. 1858 - Angers, † 1943)
- Maurice Goldhaber, fisico austriaco (Leopoli, n. 1911 - East Setauket, † 2011)
- Maurice Wilkins, fisico e biologo neozelandese (Pongaroa, n. 1916 - Londra, † 2004)

## Fondisti(1)
- Maurice Manificat, fondista francese (Sallanches, n. 1986)

## Fotografi(2)
- Maurice Büla, fotografo e pilota motociclistico svizzero (Veytaux, n. 1934 - Monthey, † 2005)
- Maurice Prather, fotografo e regista statunitense (Miami, n. 1926 - Kansas City, † 2001)

## Fumettisti(2)
- Maurice Tillieux, fumettista belga (Huy, n. 1921 - Francia, † 1978)
- Morris, fumettista belga (Courtrai, n. 1923 - Bruxelles, † 2001)

## Funzionari(2)
- Maurice Couve de Murville, funzionario, diplomatico e politico francese (Reims, n. 1907 - Parigi, † 1999)
- Maurice Papon, funzionario e politico francese (Gretz-Armainvilliers, n. 1910 - Pontault-Combault, † 2007)

## Generali(7)
- Maurice Camille Bailloud, generale francese (Tours, n. 1847 - Parigi, † 1921)
- Maurice Balfourier, generale francese (Parigi, n. 1852 - Parigi, † 1933)
- Maurice-Louis-Joseph Gigost d'Elbée, generale francese (Dresda, n. 1752 - Noirmoutier-en-l'Île, † 1794)
- Maurice Gamelin, generale francese (Parigi, n. 1872 - Parigi, † 1958)
- Maurice Redon, generale francese (Albertville, n. 1905 - Parigi, † 2000)
- Maurice Rose, generale statunitense (Middletown, n. 1899 - Paderborn, † 1945)
- Maurice Paul Emmanuel Sarrail, generale francese (Carcassonne, n. 1856 - Parigi, † 1929)

## Geografi(1)
- Maurice Le Lannou, geografo francese (Plouha, n. 1906 - Plouha, † 1992)

## Geologi(2)
- Maurice Chaper, geologo e mineralogista francese (Digione, n. 1834 - Vienna, † 1896)
- Maurice Gignoux, geologo francese (Lione, n. 1881 - Grenoble, † 1955)

## Giocatori di croquet(1)
- Maurice Vignerot, giocatore di croquet francese (Parigi, n. 1879 - Gap, † 1953)

## Giocatori di football americano(7)
- Maurice Alexander, giocatore di football americano statunitense (St. Louis, n. 1991)
- Maurice Banks, ex giocatore di football americano e allenatore di football americano statunitense (Brandywine, n. 1983)
- Maurice Hurst Jr., giocatore di football americano statunitense (Canton, n. 1995)
- Maurice Jones-Drew, ex giocatore di football americano statunitense (Oakland, n. 1985)
- Maurice Leggett, giocatore di football americano statunitense (McKeesport, n. 1986)
- Maurice Morris, ex giocatore di football americano statunitense (Chester, n. 1979)
- Maurice Wright, giocatore di football americano statunitense (Oklahoma City, n. 1998)

## Giocatori di palla basca(1)
- Maurice Durquetty, giocatore di palla basca francese

## Giocatori di polo(1)
- Maurice Raoul-Duval, giocatore di polo francese (Le Pecq, n. 1877 - Verdun, † 1916)

## Giornalisti(4)
- Maurice Cullaz, giornalista francese (Annecy, n. 1912 - Parigi, † 2000)
- Maurice Kufferath, giornalista, musicologo e direttore d'orchestra belga (Saint-Josse-ten-Noode, n. 1852 - Bruxelles, † 1919)
- Maurice Pujo, giornalista e politico francese (Lorrez-le-Bocage-Préaux, n. 1872 - Ferrières-en-Gâtinais, † 1955)
- Siné, giornalista e disegnatore francese (Parigi, n. 1928 - Parigi, † 2016)

## Giuristi(2)
- Maurice Duverger, giurista, politologo e politico francese (Angoulême, n. 1917 - Parigi, † 2014)
- Maurice Hauriou, giurista francese (Ladiville, n. 1856 - Tolosa, † 1929)

## Hockeisti su ghiaccio(2)
- Moe L'Abbé, hockeista su ghiaccio canadese (Montréal, n. 1947 - Frisco, † 2024)
- Joe Malone, hockeista su ghiaccio canadese (Québec, n. 1890 - Montréal, † 1969)

## Illusionisti(1)
- Maurice Raymond Saunders, illusionista statunitense (Akron, n. 1887 - New York, † 1948)

## Imprenditori(3)
- Maurice Duplay, imprenditore e rivoluzionario francese (Saint-Didier-en-Velay, n. 1738 - Parigi, † 1820)
- Maurice Kanbar, imprenditore e inventore statunitense (New York, n. 1929 - San Francisco, † 2022)
- Maurice Mertz, imprenditore e cestista francese (Parigi, n. 1911 - Saint-Gatien-des-Bois, † 1984)

## Indologi(1)
- Maurice Bloomfield, indologo e glottologo statunitense (Bielsko-Biała, n. 1855 - San Francisco, † 1928)

## Informatici(2)
- Maurice Karnaugh, informatico e ingegnere statunitense (New York, n. 1924 - New York, † 2022)
- Maurice Wilkes, informatico britannico (Dudley, n. 1913 - Cambridge, † 2010)

## Ingegneri(5)
- Maurice Blanchard, ingegnere e poeta francese (Montdidier, n. 1890 - Montdidier, † 1960)
- Maurice Goudard, ingegnere e inventore francese (Parigi, n. 1881 - † 1948)
- Maurice Lévy, ingegnere francese (Ribeauvillé, n. 1838 - Parigi, † 1910)
- Maurice Philippe, ingegnere britannico (n. 1932 - † 1989)
- Maurice Wilks, ingegnere, progettista e manager britannico (Hayling Island, n. 1904 - Newborough, † 1963)

## Inventori(1)
- Maurice Martenot, inventore francese (Parigi, n. 1898 - Clichy, † 1980)

## Islamisti(1)
- Maurice Borrmans, islamista e presbitero francese (Lilla, n. 1925 - Bry-sur-Marne, † 2017)

## Kickboxer(1)
- Maurice Smith, kickboxer e artista marziale misto statunitense (Seattle, n. 1961)

## Letterati(1)
- Maurice Baring, letterato, scrittore e drammaturgo inglese (Londra, n. 1874 - † 1945)

## Librettisti(1)
- Franc-Nohain, librettista e poeta francese (Corbigny, n. 1872 - Parigi, † 1934)

## Linguisti(2)
- Maurice Grammont, linguista francese (Damprichard, n. 1866 - Montpellier, † 1946)
- Maurice Gross, linguista francese (Sedan, n. 1934 - Ennery, † 2001)

## Lottatori(3)
- Maurice Abatam, lottatore ciadiano (n. 1987)
- Maurice Letchford, lottatore canadese (Pretoria, n. 1908 - † 1965)
- Maurice Mewis, lottatore belga (Anversa, n. 1929 - Anversa, † 2017)

## Matematici(4)
- Maurice Audin, matematico francese (Béja, n. 1932 - Algeri, † 1957)
- Maurice Auslander, matematico statunitense (New York, n. 1926 - Trondheim, † 1996)
- Maurice René Fréchet, matematico francese (Maligny, n. 1878 - Parigi, † 1973)
- Maurice Janet, matematico francese (Grenoble, n. 1888 - † 1983)

## Medici(2)
- Maurice Caillet, medico e scrittore francese (Bordeaux, n. 1933 - Saint-Pierre-Quiberon, † 2021)
- Maurice Rossel, medico svizzero († 1997)

## Mercanti(1)
- Maurice Abbot, mercante e politico inglese (Guildford, n. 1565 - Londra, † 1642)

## Mezzofondisti(2)
- Maurice Norland, mezzofondista francese (Auxerre, n. 1901 - Migennes, † 1967)
- Maurice Salomez, mezzofondista francese (Parigi, n. 1880 - Ville-sur-Cousances, † 1916)

## Microbiologi(1)
- Maurice Hilleman, microbiologo statunitense (Miles City, n. 1919 - Filadelfia, † 2005)

## Militari(10)
- Maurice Balasse, militare e aviatore belga (Kiev, n. 1916 - Haudorf, † 1945)
- Maurice Dease, militare britannico (Coole, n. 1889 - Nimy, † 1914)
- Maurice Dumarest, ufficiale, collezionista d'arte e mecenate francese (Trévoux, n. 1831 - Roma, † 1913)
- Maurice Finat, militare e aviatore francese (Bordeaux, n. 1894 - Moshi, † 1935)
- Maurice Gillet, militare francese (Montoir-de-Bretagne, n. 1763 - Nantes, † 1833)
- Max Guedj, militare e aviatore francese (Sousse, n. 1913 - Leirvik, † 1945)
- Maurice Hankey, I barone Hankey, ufficiale inglese (Biarritz, n. 1877 - † 1963)
- Maurice Vidal Portman, ufficiale britannico (Canada, n. 1860 - † 1935)
- Maurice Wilson, militare e aviatore britannico (Bradford, n. 1898 - Everest, † 1934)
- Maurice de Partouneaux, militare francese (Mentone, n. 1798 - Mentone, † 1898)

## Missionari(1)
- Maurice Leenhardt, missionario e etnologo francese (Montauban, n. 1878 - Parigi, † 1954)

## Montatori(1)
- Maurice Champreux, montatore, direttore della fotografia e regista francese (Parigi, n. 1893 - Chargey-lès-Gray, † 1976)

## Multiplisti(1)
- Maurice Smith, multiplista giamaicano (Spanish Town, n. 1980)

## Musicisti(2)
- Maurice Abravanel, musicista, compositore e direttore d'orchestra statunitense (Salonicco, n. 1903 - Salt Lake City, † 1993)
- Maurice Jarre, musicista e compositore francese (Lione, n. 1924 - Malibù, † 2009)

## Neurologi(2)
- Maurice Klippel, neurologo, psichiatra e scrittore francese (Mulhouse, n. 1858 - Vevey, † 1942)
- Maurice Lorrain, neurologo francese (n. 1867 - † 1956)

## Nobili(2)
- Maurice FitzGerald, III signore di Offaly, nobile irlandese (Wexford, n. 1238 - Ross, † 1286)
- Maurice FitzGerald, II signore di Offaly, nobile irlandese (Irlanda, n. 1194 - Irlanda, † 1257)

## Nuotatori(2)
- Moss Christie, nuotatore australiano (Sydney, n. 1902 - Sydney, † 1978)
- Maurice Hochepied, nuotatore e pallanuotista francese (Lilla, n. 1881 - Lilla, † 1960)

## Orientalisti(1)
- Maurice Gaudefroy-Demombynes, orientalista, arabista e islamista francese (Renancourt-lès-Amiens, n. 1862 - Hautot-sur-Seine, † 1957)

## Ostacolisti(1)
- Maurice Wignall, ex ostacolista giamaicano (n. 1976)

## Pallanuotisti(2)
- Maurice Blitz, pallanuotista belga (Parigi, n. 1891 - Anversa, † 1975)
- Maurice Lefèbvre, pallanuotista francese (Tourcoing, n. 1913 - Tourcoing, † 1983)

## Pallavolisti(1)
- Maurice Torres, pallavolista portoricano (Ponce, n. 1991)

## Partigiani(1)
- Maurice Venezia, partigiano e superstite dell'Olocausto greco (Salonicco, n. 1921 - Palm Springs, † 2013)

## Pianisti(2)
- Maurice Ohana, pianista e compositore francese (Casablanca, n. 1913 - Parigi, † 1992)
- Maurice Strakosch, pianista e impresario teatrale statunitense (Židlochovice, n. 1825 - Parigi, † 1887)

## Piloti automobilistici(2)
- Mauri Rose, pilota automobilistico e ingegnere statunitense (Columbus, n. 1906 - Royal Oak, † 1981)
- Maurice Trintignant, pilota automobilistico francese (Sainte-Cécile-les-Vignes, n. 1917 - Nîmes, † 2005)

## Piloti motociclistici(1)
- Maurice Cann, pilota motociclistico britannico (Leicester, n. 1911 - † 1989)

## Pistard(2)
- Maurice Perrin, pistard francese (Parigi, n. 1911 - Plaisir, † 1992)
- Maurice Schilles, pistard francese (Puteaux, n. 1888 - Suresnes, † 1957)

## Pittori(14)
- Maurice Achener, pittore e incisore francese (Mulhouse, n. 1881 - Courbevoie, † 1963)
- Maurice Asselin, pittore e incisore francese (Orléans, n. 1882 - Neuilly-sur-Seine, † 1947)
- Maurice Boitel, pittore francese (Tillières-sur-Avre, n. 1919 - Audresselles, † 2007)
- Maurice Brianchon, pittore francese (Fresnay-sur-Sarthe, n. 1899 - Parigi, † 1979)
- Maurice Chabas, pittore francese (Nantes, n. 1862 - Versailles, † 1947)
- Maurice Denis, pittore francese (Granville, n. 1870 - Saint-Germain-en-Laye, † 1943)
- Maurice Eliot, pittore, incisore e illustratore francese (Parigi, n. 1862 - Épinay-sous-Sénart, † 1945)
- Maurice Estève, pittore francese (Culan, n. 1904 - Culan, † 2001)
- Maurice Grosser, pittore, critico d'arte e scenografo statunitense (Huntsville, n. 1903 - Manhattan, † 1986)
- Maurice Quentin de La Tour, pittore francese (San Quintino, n. 1704 - San Quintino, † 1788)
- Maurice Loutreuil, pittore francese (Montmirail, n. 1885 - Parigi, † 1925)
- Maurice Prendergast, pittore statunitense (St. John's, n. 1858 - New York, † 1924)
- Maurice Utrillo, pittore francese (Parigi, n. 1883 - Dax, † 1955)
- Maurice de Vlaminck, pittore francese (Parigi, n. 1876 - Rueil-la-Gadelière, † 1958)

## Poeti(4)
- Maurice Chappaz, poeta e scrittore svizzero (Losanna, n. 1916 - Martigny, † 2009)
- Maurice Henry, poeta e pittore francese (Cambrai, n. 1907 - Milano, † 1984)
- Maurice Maeterlinck, poeta, drammaturgo e saggista belga (Gand, n. 1862 - Nizza, † 1949)
- Maurice Scève, poeta francese (Lione, n. 1501)

## Politici(15)
- Maurice Barman, politico svizzero (Saint-Maurice, n. 1808 - Saillon, † 1878)
- Maurice Bishop, politico e rivoluzionario grenadino (Oranjestad, n. 1944 - Saint George's, † 1983)
- Maurice Blin, politico francese (Levrézy, n. 1922 - Talant, † 2016)
- Maurice Bonham Carter, politico britannico (Londra, n. 1880 - † 1960)
- Maurice Bourgès-Maunoury, politico francese (Luisant, n. 1914 - Parigi, † 1993)
- Maurice Carey Blake, politico statunitense (Otisville, n. 1815 - San Francisco, † 1897)
- Maurice Duplessis, politico canadese (Trois-Rivières, n. 1890 - Schefferville, † 1959)
- Mike Gravel, politico statunitense (Springfield, n. 1930 - Seaside, † 2021)
- Maurice Hinchey, politico statunitense (New York, n. 1938 - Saugerties, † 2017)
- Maurice Kamto, politico e giurista camerunese (Bafoussam, n. 1954)
- Harold Macmillan, politico, militare e nobile britannico (Londra, n. 1894 - Birch Grove, † 1986)
- Maurice de Maere d'Aertrycke, politico belga (Gand, n. 1864 - Bruges, † 1941)
- Maurice Rouvier, politico francese (Aix-en-Provence, n. 1842 - Neuilly-sur-Seine, † 1911)
- Maurice Thorez, politico francese (Noyelles-Godault, n. 1900 - Mar Nero, † 1964)
- Maurice Yaméogo, politico burkinabé (Koudougou, n. 1921 - Ouagadougou, † 1993)

## Presbiteri(2)
- Maurice Bellet, presbitero, filosofo e teologo francese (Bois-Colombes, n. 1923 - Parigi, † 2018)
- Maurice Wiles, presbitero e teologo britannico (Kent, n. 1923 - † 2005)

## Produttori discografici(1)
- Maurice Joshua, produttore discografico e disc jockey statunitense (Chicago, n. 1967)

## Psicoanalisti(1)
- Maurice Bouvet, psicoanalista francese (Eu, n. 1911 - Parigi, † 1960)

## Pugili(1)
- Maurice Hope, ex pugile britannico (Saint John's, n. 1951)

## Rapper(3)
- Rich Boy, rapper statunitense (Mobile, n. 1983)
- Mopreme Shakur, rapper statunitense (New York, n. 1967)
- Trick Daddy, rapper statunitense (Miami, n. 1974)

## Registi(9)
- Maurice Boutel, regista e sceneggiatore francese (Frenda, n. 1923 - Saint-Denis, † 2003)
- Maurice Cammage, regista francese (n. 1882 - Parigi, † 1946)
- Maurice Challiot, regista francese (VIII arrondissement di Parigi, n. 1876 - † 1936)
- Maurice Cloche, regista, sceneggiatore e produttore cinematografico francese (Commercy, n. 1907 - Bordeaux, † 1990)
- Maurice Elvey, regista, sceneggiatore e produttore cinematografico inglese (Stockton-on-Tees, n. 1887 - Brighton, † 1967)
- Maurice Labro, regista francese (Courbevoie, n. 1910 - Parigi, † 1987)
- Maurice Pialat, regista e attore francese (Cunlhat, n. 1925 - Parigi, † 2003)
- Peque Gallaga, regista filippino (Bacolod, n. 1943 - Bacolod, † 2020)
- Maurice Tourneur, regista, sceneggiatore e produttore cinematografico francese (Parigi, n. 1873 - Parigi, † 1961)

## Religiosi(1)
- Maurice Tornay, religioso svizzero (La Rosière, n. 1910 - Cho La, † 1949)

## Rugbisti a 15(1)
- Maurice Field, rugbista a 15, personaggio televisivo e dirigente sportivo britannico (Carrickfergus, n. 1964)

## Saggisti(1)
- Maurice Bardèche, saggista, giornalista e critico d'arte francese (Dun-sur-Auron, n. 1907 - Canet-en-Roussillon, † 1998)

## Scacchisti(3)
- Maurice Ashley, scacchista statunitense (Saint Andrew, n. 1966)
- Maurice Fox, scacchista canadese (Ucraina, n. 1898 - Canada, † 1988)
- Maurice Raizman, scacchista e ingegnere francese (Bendery, n. 1905 - Parigi, † 1974)

## Scenografi(2)
- Maurice Pelling, scenografo statunitense (Romford, n. 1920 - Dénia, † 1973)
- Maurice Ransford, scenografo statunitense (Terre Haute, n. 1896 - San Diego, † 1968)

## Schermidori(6)
- Maurice Boisdon, schermidore francese (La Rochelle, n. 1855 - Parigi, † 1928)
- Maurice Huet, schermidore francese (Parigi, n. 1918 - Tours, † 1991)
- Maurice Jay, schermidore francese
- Maurice Piot, schermidore francese (San Quintino, n. 1912 - Parigi, † 1996)
- Maurice Taillandier, schermidore francese (Bordeaux, n. 1881 - Bordeaux, † 1932)
- Maurice Van Damme, schermidore belga (n. 1888)

## Scrittori(19)
- Maurice Barrès, scrittore e politico francese (Charmes, n. 1862 - Neuilly-sur-Seine, † 1923)
- Maurice Blanchot, scrittore, critico letterario e filosofo francese (Quain, n. 1907 - Le Mesnil-Saint-Denis, † 2003)
- Maurice G. Dantec, scrittore e musicista francese (Grenoble, n. 1959 - Montréal, † 2016)
- Maurice Dekobra, scrittore francese (Parigi, n. 1885 - Parigi, † 1973)
- Maurice Denuzière, scrittore e giornalista francese (Saint-Étienne, n. 1926)
- Maurice Druon, scrittore francese (Parigi, n. 1918 - Parigi, † 2009)
- Maurice Gee, scrittore e anglista neozelandese (Whakatane, n. 1931 - Nelson, † 2025)
- Maurice Genevoix, scrittore francese (Decize, n. 1890 - Jávea, † 1980)
- Maurice Joly, scrittore, giornalista e avvocato francese (Lons-le-Saunier, n. 1829 - Parigi, † 1878)
- Maurice Leblanc, scrittore francese (Rouen, n. 1864 - Perpignano, † 1941)
- Maurice Level, romanziere francese (Vendôme, n. 1875 - Rueil, † 1926)
- Maurice Mességué, scrittore francese (Colayrac-Saint-Cirq, n. 1921 - Auvillar, † 2017)
- Maurice Nadeau, scrittore, saggista e insegnante francese (Parigi, n. 1911 - Parigi, † 2013)
- Maurice O'Sullivan, scrittore irlandese (Grande Blasket, n. 1904 - Connemara, † 1950)
- Maurice Renard, scrittore francese (Châlons-en-Champagne, n. 1875 - Rochefort, † 1939)
- Maurice Roelants, scrittore e poeta belga (Gand, n. 1895 - Sint-Martens-Lennik, † 1966)
- Maurice Rostand, scrittore francese (Parigi, n. 1891 - Ville-d'Avray, † 1968)
- Maurice Sachs, scrittore francese (Parigi, n. 1906 - Germania, † 1945)
- Maurice Sendak, scrittore e illustratore statunitense (New York, n. 1928 - Danbury, † 2012)

## Scultori(3)
- Maurice Ascalon, scultore e designer israeliano (Ungheria, n. 1913 - Cuernavaca, † 2003)
- Maurice Delannoy, scultore, incisore e medaglista francese (Parigi, n. 1885 - Parigi, † 1972)
- Maurice Sterne, scultore e pittore statunitense (Liepāja - Mount Kisco, † 1957)

## Siepisti(1)
- Maurice Herriott, ex siepista britannico (n. 1939)

## Sindacalisti(1)
- Maurice Chambelland, sindacalista francese (Belfort, n. 1901 - † 1966)

## Sollevatori(1)
- Maurice Megennis, sollevatore britannico (West Ham, n. 1929 - Leeds, † 2020)

## Statistici(2)
- Maurice Stevenson Bartlett, statistico britannico (Chiswick, n. 1910 - Exmouth, † 2002)
- Maurice George Kendall, statistico inglese (Kettering, n. 1907 - Redhill, † 1983)

## Storici(6)
- Maurice Agulhon, storico francese (Uzès, n. 1926 - Brignoles, † 2014)
- Maurice Aymard, storico francese (Tolosa, n. 1936)
- Maurice Holleaux, storico, archeologo e epigrafista francese (Château-Thierry, n. 1861 - La Ferté-sous-Jouarre, † 1932)
- Maurice Lever, storico francese (Neuilly-sur-Seine, n. 1935 - Parigi, † 2006)
- Maurice Lombard, storico francese (Jemmapes, n. 1904 - Versailles, † 1965)
- Maurice Prou, storico, paleografo e numismatico francese (Sens, n. 1861 - Néris-les-Bains, † 1930)

## Storici della filosofia(1)
- Maurice de Gandillac, storico della filosofia francese (Koléa, n. 1906 - Neuilly-sur-Seine, † 2006)

## Tennisti(2)
- Maurice McLoughlin, tennista statunitense (Carson City, n. 1890 - Hermosa Beach, † 1957)
- Maurice Ruah, ex tennista venezuelano (Caracas, n. 1971)

## Teologi(2)
- Maurice Le Sage d'Hauteroche d'Hulst, teologo e scrittore francese (Parigi, n. 1841 - Parigi, † 1896)
- Maurice O'Fihely, teologo e arcivescovo cattolico irlandese (Galway, † 1513)

## Tiratori a segno(2)
- Maurice Larrouy, tiratore a segno francese (Tolosa, n. 1872)
- Maurice Lecoq, tiratore a segno francese (Angers, n. 1854 - Angers, † 1925)

## Trombettisti(2)
- Maurice André, trombettista francese (Alès, n. 1933 - Bayonne, † 2012)
- Maurice Murphy, trombettista britannico (Hammersmith, n. 1935 - † 2010)

## Velisti(1)
- Maurice Monnot, velista francese

## Velocisti(2)
- Maurice Delvart, velocista francese (Bourecq, n. 1899 - Parigi, † 1986)
- Maurice Greene, ex velocista statunitense (Kansas City, n. 1974)

## Vescovi(1)
- Maurice Cantor, vescovo francese (Le Havre, n. 1921 - Mont-Saint-Aignan, † 2016)

## Vescovi cattolici(3)
- Maurice Jean-Baptiste Amoudru, vescovo cattolico francese (Dole, n. 1878 - Rouen, † 1961)
- Maurice de Sully, vescovo cattolico francese (Sully-sur-Loire - Parigi, † 1196)
- Maurice Taylor, vescovo cattolico britannico (Hamilton, n. 1926 - Kilmarnock, † 2023)

## Violinisti(1)
- Maurice Hasson, violinista e docente francese (Berck-Plage, n. 1934)

## Violoncellisti(1)
- Maurice Gendron, violoncellista francese (Nizza, n. 1920 - Grez-sur-Loing, † 1990)

## Wrestler(1)
- Maurice Tillet, wrestler e rugbista a 15 francese (San Pietroburgo, n. 1903 - Chicago, † 1954)

## Senza attività specificata(2)
- Maurice Krafft, vulcanologo francese (Guebwiller, n. 1946 - Monte Unzen, † 1991)
- Maurice Mandrillon, sciatore di pattuglia militare francese (Les Rousses, n. 1902 - Lons-le-Saunier, † 1981)